# ティボー・ピノ
ティボー・ピノ（Thibaut Pinot、1990年5月29日 - ）は、フランス・オート＝ソーヌ県メリゼイ出身のロードレース選手。

## 来歴
2010年、フランセーズ・デ・ジュー（後のFDJ・ビッグマット）と契約。
2012年のツール・ド・フランス では終盤に逃げグループから抜け出し、単独で逃げるフレドリック・ケシアコフを最後のカテゴリー1級で捉えて下りへ突入、ペースの上がったマイヨ・ジョーヌ集団に他の逃げは全て吸収されるが、チームカーで並走するマディオ監督が指示を飛ばす中、最後まで粘りの走りを見せて26秒差でツールのステージ初優勝を果たした。
2017年、ジロ・デ・イタリア第20ステージにて、大会最後の山岳を制し区間優勝を獲得。
2018年、ブエルタ・ア・エスパーニャ第15ステージにて、超級コバドンガを制し区間優勝を獲得。全てのグランツールでステージ優勝をあげた選手の一人となった。
2019年、ツール・ド・フランスでは優勝候補と目され、トゥールマレー山頂フィニッシュとなる第14ステージで勝利を挙げるなど好調にステージを進めていたが、第17ステージで落車回避の際に左膝をハンドルバーにぶつけて負傷。第18ステージは無事に走り終えたものの、第19ステージ序盤で強い痛みのためリタイアとなった。
2023年1月12日、年内限りでの現役引退を発表した。ただし、6月に行われるフランス国内選手権で優勝した場合は、翌年の国内選手権まで現役を続行する意向を示している。

## 主な成績

### 2009年
- ジロ・デッラ・ヴァッレ・ダオスタ 総合優勝

### 2010年
- ツール・ド・ロマンディ 山岳賞
- ツール・ド・レン 総合5位

### 2011年
- ツアー・オブ・ターキー 総合3位
- バイエルン一周 総合7位
- ツール・アルサス 総合優勝
- ツール・ド・レン 区間2勝(第2・第4)
- トレ・ヴァッリ・ヴァレジーネ 3位
- セッティマーナ・チクリスティカ・ロンバルディア  総合優勝 区間優勝（第1ステージ）

### 2012年
- ツール・ド・フランス 総合10位 区間優勝（第8ステージ）
- ツール・ド・レン 区間優勝　(第5ステージ)

### 2013年
- カタルーニャ一周 総合8位
- ツール・ド・スイス 総合4位
- ブエルタ・ア・エスパーニャ 総合7位

### 2014年
- バイエルン一周 総合5位  ヤングライダー賞

- ツール・ド・フランス 総合3位  ヤングライダー賞
- ツール・ド・ラングドックルシヨン  ヤングライダー賞

### 2015年
- クリテリウム・アンテルナシオナル 総合2位  ヤングライダー賞

- ツール・ド・ロマンディ  ヤングライダー賞 区間優勝（第5ステージ）

- ツール・ド・スイス 区間優勝（第5ステージ）
- ツール・ド・フランス 区間優勝（第20ステージ）
- ツール・ド・ラングドックルシヨン  総合優勝  ポイント賞 区間優勝（第1ステージ）
- イル・ロンバルディア 3位

### 2016年
- グランプリ・ラ・マルセイエーズ 2位
- エトワール・ド・ベセージュ 総合3位
- クリテリウム・アンテルナシオナル  総合優勝  ポイント賞 区間優勝（第2，3ステージ）
- ツール・ド・ロマンディ 総合2位 区間優勝（第3ステージ・個人タイムトライアル）
- クリテリウム・デュ・ドフィネ 区間優勝（第6ステージ）
- フランス選手権 個人タイムトライアル　優勝
- ツール・ド・フランス  敢闘賞（第8ステージ）

### 2017年
- ブエルタ・ア・アンダルシア　区間優勝（第2ステージ）
- ティレーノ～アドリアティコ　総合3位
- ツアー・オブ・ジ・アルプス　総合2位（第5ステージ優勝）
- ジロ・デ・イタリア　総合4位（第20ステージ優勝）
- ツール・ド・レン　総合優勝、山岳賞

### 2018年
- ツアー・オブ・ジ・アルプス　総合優勝
- ツール・ド・ポローニュ　総合3位
- ブエルタ・ア・エスパーニャ　区間優勝　（第15,19ステージ)
- ミラノ〜トリノ 優勝
- イル・ロンバルディア　優勝

### 2019年
- ツール・デュ・オー・ヴァル　総合優勝、ポイント賞（第3ステージ優勝）
- ツール・ド・レン　総合優勝、山岳賞、ポイント賞（第3ステージ優勝）
- ツール・ド・フランス 区間優勝（第14ステージ）

### 2022年
- ツアー・オブ・ジ・アルプス 区間優勝（第5ステージ）
- ツール・ド・スイス 区間優勝（第7ステージ）

### 2023年
- ジロ・デ・イタリア  山岳賞

### グランツールの総合成績
| グランツール               | 2010 | 2011 | 2012 | 2013 | 2014 | 2015 | 2016 | 2017 | 2018 | 2019 | 2020 | 2021 | 2022 | 2023 |
| -------------------------- | ---- | ---- | ---- | ---- | ---- | ---- | ---- | ---- | ---- | ---- | ---- | ---- | ---- | ---- |
| ジロ・デ・イタリア         | —    | —    | —    | —    | —    | —    | —    | 4    | DNF  | —    | —    | —    | —    | 5    |
| ツール・ド・フランス       | —    | —    | 10   | DNF  | 3    | 16   | DNF  | DNF  | —    | DNF  | 29   | —    | 15   |      |
| ブエルタ・ア・エスパーニャ | —    | —    | —    | 7    | DNF  | —    | —    | —    | 6    | —    | DNF  | —    | 17   |      |